# Juegos Bolivarianos de 1989
Los Juegos Bolivarianos de 1989 se desarrollaron en la ciudad de Maracaibo, Venezuela.

## Medallería
| Medallero Juegos Bolivarianos - Maracaibo, Venezuela. 1989 |           |     |       |        |       |
| Del 14 al 25 de enero de 1989                              |           |     |       |        |       |
| Pos.                                                       | País      | Oro | Plata | Bronce | Total |
| 1                                                          | Venezuela | 141 | 80    | 70     | 291   |
| 2                                                          | Colombia  | 64  | 68    | 76     | 208   |
| 3                                                          | Perú      | 31  | 31    | 47     | 109   |
| 4                                                          | Ecuador   | 19  | 52    | 51     | 122   |
| 5                                                          | Panamá    | 3   | 11    | 17     | 31    |
| 6                                                          | Bolivia   | 1   | 11    | 17     | 29    |

| Predecesor: Ambato, Cuenca y Portoviejo 1985 | XI Juegos Bolivarianos Maracaibo 1989 | Sucesor: Santa Cruz de la Sierra y Cochabamba 1993 |

- Datos: Q4585086